# Ar-Ra’i (poddystyrykt)
Ar-Ra’i – jedna z 4 jednostek administracyjnych trzeciego rzędu (nahijja) dystryktu Al-Bab w muhafazie Aleppo w Syrii.
W 2004 roku poddystrykt zamieszkiwało 15 378 osób.